# Parallelia leucogramma
Parallelia leucogramma là một loài bướm đêm trong họ Erebidae.